# Primula laciniata
Primula laciniata är en viveväxtart som beskrevs av Ferdinand Albin Pax och Käthe Hoffmann.
Primula laciniata ingår i släktet vivor och familjen viveväxter. Inga underarter finns listade i Catalogue of Life.